# Nadwołżański Okręg Federalny
Nadwołżański Okręg Federalny (ros. Приволжский федеральный округ) – jeden z ośmiu federalnych okręgów Rosji, położony na południowym wschodzie europejskiej części Rosji.

## Dane ogólne
Powierzchnia 1 036 975 km² (6,06% powierzchni Rosji).
Ludność w 2021 wynosiła 29 070 827 mieszkańców (19,89% ludności Rosji).
Gęstość zaludnienia – 28,03 os./km².
Centrum administracyjnym Nadwołżańskiego OF jest Niżny Nowogród.
Najważniejsze miasta: Niżny Nowogród, Iżewsk, Kazań, Penza, Perm, Samara, Saratów, Togliatti, Ufa, Uljanowsk.

## Republiki, kraje i obwody[3]
- Baszkortostan (Республика Башкортостан);
- Mari El (Республика Марий Эл);
- Mordowia (Республика Мордовия);
- Tatarstan (Республика Татарстан);
- Udmurcja (Удмуртская Республика);
- Czuwaszja (Чувашская Республика);
- Kraj Permski (Пермский край);
- obwód kirowski (Кировская область);
- obwód niżnonowogrodzki (Нижегородская область);
- obwód orenburski (Оренбургская область);
- obwód penzeński (Пензенская область);
- obwód samarski (Самарская область);
- obwód saratowski (Саратовская область);
- obwód uljanowski (Ульяновская область).